# 산토리오 산토리오
산토리오 산토리오(Santorio Santorio, 1561 ~ 1636)는 이탈리아의 의사이다. 체온계, 맥박계, 습도계 등을 만들었다.
이탈리아의 물리적 의학파의 선구자이다. 파도바대학에서 의학을 배운 후 베네치아에서 진료를 하면서 학문연구를 하였다. 그는 독특한 장치로 30년간이나 자가 실험을 하여 '무의식 호흡'을 발견한 것이 높이 평가되고 있다. 그러나 그의 연구주제는 너무도 시세에 앞서 그 실험 방법은 매우 조잡하고 부정확한 측정 방법을 바탕으로 한 데에 큰 잘못이 있었다.